# 睦南道
睦南道是中国天津市和平区五大道地区的一条道路，修筑于1929年，原为天津英租界香港道（Hong Kong Road），又名31号路。睦南道东起马场道，西至西康路，全长1968米。目前，睦南道地区是天津市历史风貌建筑的聚集地之一，大量的名人故居坐落于此。

## 历史
睦南道所在地域原是天津老城东南的一片沼泽洼地，散落着一些窝棚式的简陋民居。1903年，天津英租界工部局获得今睦南道所在区域。1919年至1926年，天津英租界工部局结合海河清淤工程，对该区域进行填筑并使之成为适合城市建设的用地。1929年，天津英租界工部局修建此路。此后，睦南道两侧迅速形成大片高级住宅区，绿化良好，建筑风格属于各种不同的欧洲式样。1943年，日本占领该区域后将该街道改称为“兴亚二区31号路”，后又称为“南纬26号路”。1946年，天津市政府接收天津英租界后，将其改为镇南道,以当时中越边境镇南关更名为“镇南道”。1952年，镇南道随镇南关改名睦南关而更名为睦南道至今。

## 现况
睦南道目前东北到马场道，西南到西康路，南北两侧分别与马场道和大理道平行。全长1968米，其中，车行道宽9米，人行道宽0.5米至6.3米。由于睦南道街区被纳入天津历史文化街区的保护规划，因此未来将保持现有风貌不会拓宽。

## 沿街著名建筑

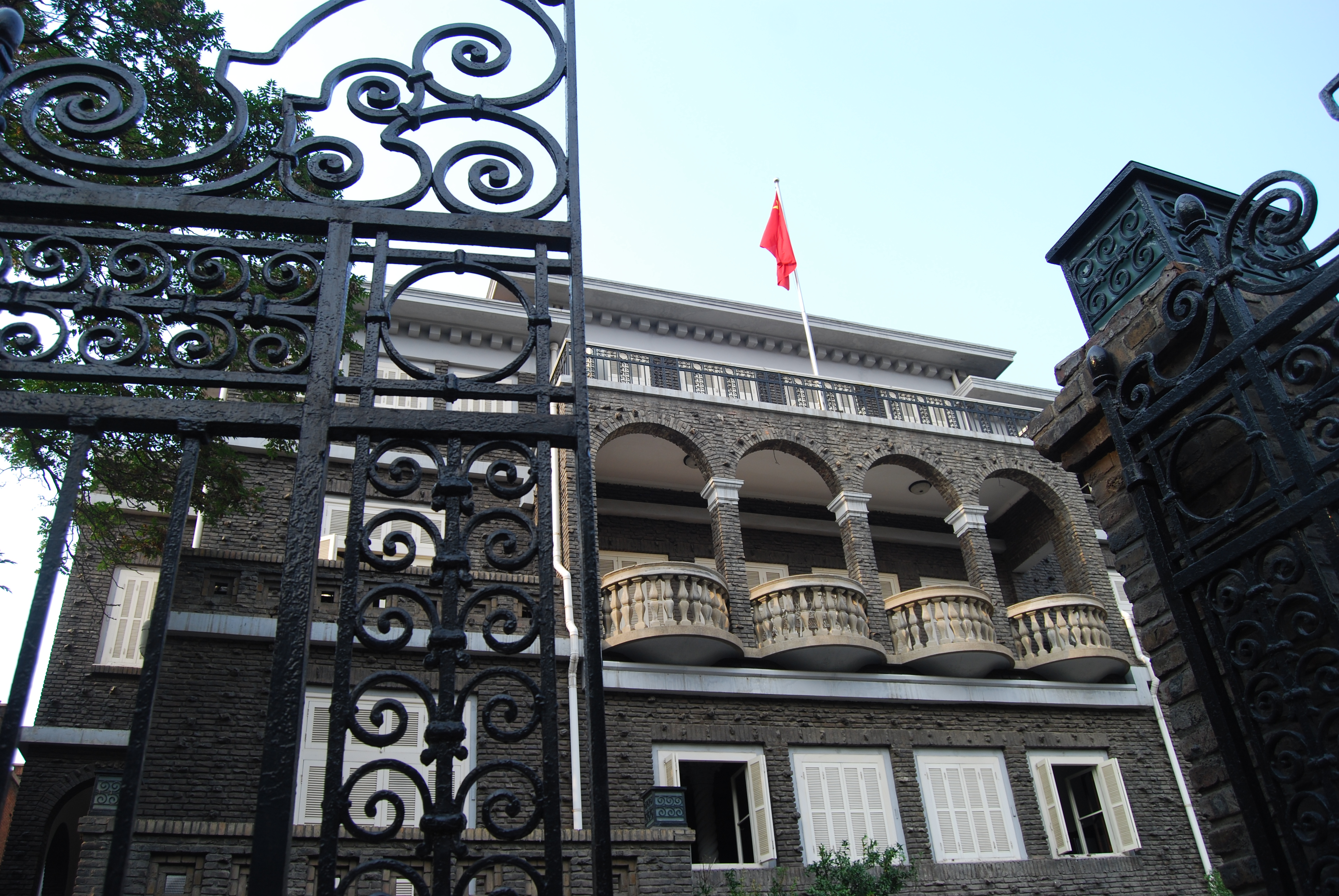
坐落于睦南道的颜惠庆故居

睦南道现存有四处天津市文物保护单位、七十四幢天津历史风貌建筑、二十二处名人故居，其中比较著名的建筑有：
- 天津市文物保护单位：孙殿英旧宅，睦南道20号至22号
- 天津市文物保护单位：颜惠庆故居，睦南道24号至26号
- 天津市文物保护单位：李赞臣旧宅，睦南道28号至30号
- 天津市文物保护单位：张学铭旧宅，睦南道50号
- 天津市历史风貌建筑：许澍旸旧居，睦南道11号
- 天津市历史风貌建筑：纳森旧居，睦南道70号
- 天津市历史风貌建筑：李勉之旧居，睦南道74号
- 天津市历史风貌建筑：卞荣卿旧居，睦南道79号
- 天津市历史风貌建筑：徐树强旧居，睦南道108号
- 天津市历史风貌建筑：方先之旧居，睦南道109号
- 天津市历史风貌建筑：徐世章旧居，睦南道122号
- 天津市历史风貌建筑：周叔弢旧居，睦南道129号
- 天津市历史风貌建筑：高树勋旧居，睦南道141号[4]

## 交汇道路
目前，与睦南道相交汇的主要道路有：

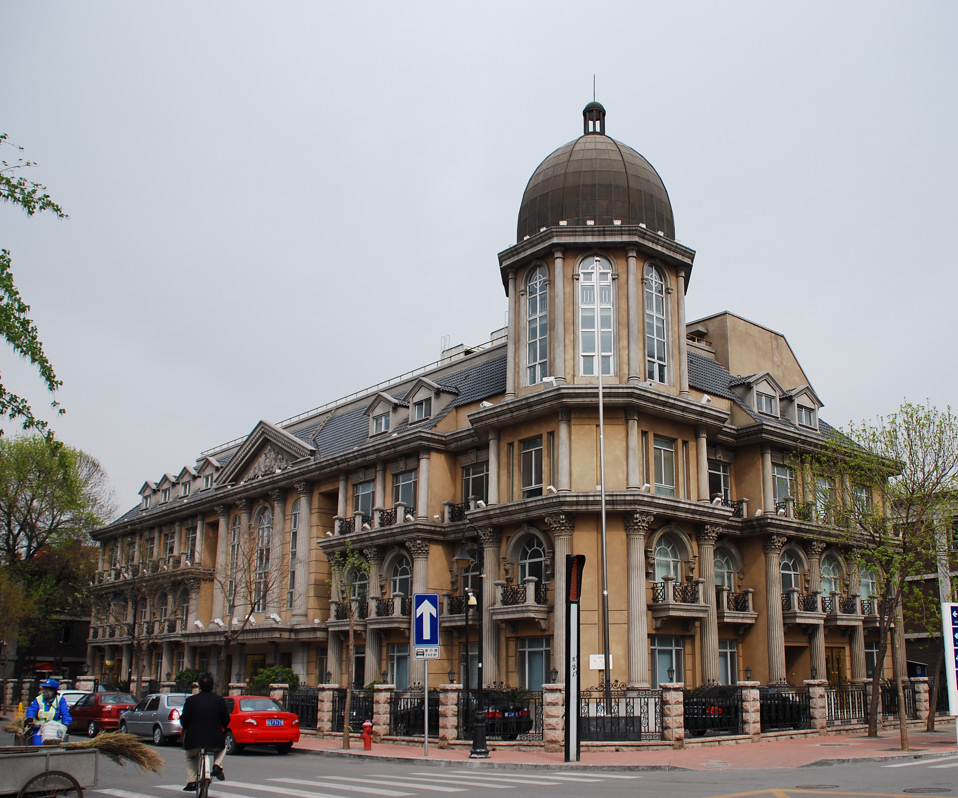
睦南道与桂林路交口处

- 西康路 原海光寺道（Hai Kwan Sou）
- 昆明路 原康伯兰道（Cumberland Road）
- 云南路 原登百敦道（Dumbarton Road）
- 桂林路 原格拉斯哥道（Glasgow Road）
- 河北路 原威灵顿道（Wellington Road）
- 新华路 原牛津道（Oxford Road）
- 香港路 原泰安道（Tyne Road）
- 马场道 原马厂道（Race Course Road）